# بيير بورغينيون
بيير بورغينيون (بالفرنسية: Pierre Bourguignon)‏ هو رسام فرنسي، ولد في 1630 في نامور في بلجيكا، وتوفي في 26 مارس 1698 في لندن في المملكة المتحدة.